# Івана Кобільца
Івана Кобільца (словен. Ivana Kobilca; 20 грудня 1861, Лайбах, Австро-Угорщина — 4 грудня 1926, Любляна, Королівство Югославія (КСХС) — словенська художниця-реалістка і імпресіоністка. Жила і працювала у таких європейських містах, як Відень, Сараєво, Берлін, Париж і Мюнхен. Відомі її портрети, роботи у жанрі натюрморту, пасторалі.

## Життєпис
Івана Кобільца народилася в Любляні (тодішньому Лайбахі). У 1879—1880 роках вона працювала в галереї при Дунайської академії, копіюючи роботи старих майстрів. З 1881 по 1891 роки вдосконалювала свої навички в Мюнхені, вчилася у портретиста і жанриста Алоїза Ердтельта. У 1891 році за посередництва відомого живописця Фріца фон Уде послала дві свої роботи до паризького Салону, а згодом і сама переїхала до Парижу.
У Парижі Кобільца жила до 1892 року, відвідувала Барбізон. У 1894 році була у Флоренції. З 1897 року жила в Сараєво. Була членом Сараєвського художнього товариства, брала участь у створенні трьох фресок для однієї з міських церков. У 1906 році переїхала до Берліна, у період свого перебування в якому створила ряд квіткових натюрмортів.

## Значення
Івана Кобільца — найвідоміший словенський живописець жіночої статі й одна з найбільш видатних словенських митців-реалісток. Найчастіше свої картини вона присвячувала сільському або тихому міському життю, писала портрети, як правило, звичайних людей.
До переходу Словенії на євро портрет художниці можна було зустріти на банкноті номіналом 5 000 толарів. Її роботи виставляються у Національній галереї в Любляні.